# Station Amsterdam Geuzenveld
Station Amsterdam Geuzenveld (geografische verkorting: Asdg) was een gepland, maar nooit gebouwd spoorwegstation in Amsterdam. Het station zou aangelegd worden aan de Oude Lijn en wel ten westen van station Amsterdam Sloterdijk bij kilometer 6,2 langs de Haarlemmerweg ter hoogte van de in 1984 opengestelde  Abraham Kuyperlaan. Na de verlegging van de Haarlemlijn in noordelijke richting in 1985 zou het stations iets noordelijker moeten worden aangelegd bij de Australiëhavenweg. Naast voor Geuzenveld zou het station ook voor Abberdaan van belang kunnen zijn geweest.
Het station staat vermeld in een officiële uitgave van de Nederlandse Spoorwegen uit 1986.